# Fungia scabra
Fungia scabra är en korallart som beskrevs av Döderlein 1901. Fungia scabra ingår i släktet Fungia och familjen Fungiidae. IUCN kategoriserar arten globalt som livskraftig. Inga underarter finns listade i Catalogue of Life.